# 팔코네트
팔코네트(Falconet)는 15세기에 개발된 소형 캐넌이다. 중세를 지나며 대포는 크기에 따라 파충류, 새, 들짐승을 새겨서 장식을 했는데, 예컨대 컬버린에는 뱀이 새겨졌다. 팔코네트는 작은 포탄을 쏘았는데, 그 크기와 무게가 맹금류와 비슷하였기에 팔코네트에는 매가 새겨졌다. 이와 비슷하게 머스킷에는 새매가 새겨졌다.
팔코네트는 대항해 시대가 되어서도 선상에서 사용되었는데, 위력은 그다지 없었다. 그러나 화약을 모르는 원주민들을 쫓아 버리기에는 충분했다.

## 같이 보기
- 컬버린
- 화약의 역사